# Nathaniel Curtis
Nathaniel Curtis (29 dicembre 1990) è un attore e doppiatore britannico.

## Biografia
Nathaniel Curtis è cresciuto a Bournemouth, figlio di madre inglese e padre indiano. Dopo essersi diplomato in recitazione nel 2014, ha esordito a teatro come Romeo in Romeo e Giulietta nel 2019. Nel 2021 è diventato noto grazie al ruolo di Ash Mukherjee nella miniserie televisiva It's a Sin, che gli è valso una candidatura al Broadcasting Press Guild Award. Successivamente ha interpretato Brian in The Witcher: Blood Origin e Isaac Newton in Doctor Who. A teatro ha interpretato l'eponimo protagonista nel Britannico di Racine in scena al Lyric Hammersmith di Londra nel 2022. In veste di doppiatore, nel 2023 ha prestato la voce al protagonista Dolph nella serie televisiva d'animazione Captain Laserhawk: A Blood Dragon Remix.
È dichiaratamente gay.

## Filmografia

### Televisione
- It's a Sin - serie TV, 5 episodi (2021)
- The Witcher: Blood Origin - serie TV, episodi 1x2 e 1x4 (2022)
- Doctor Who - serie TV, 1 episodio (2023)

### Doppiaggio
- Captain Laserhawk: A Blood Dragon Remix - serie TV, 6 episodi (2023)

## Teatro
- Romeo e Giulietta di William Shakespeare. Fuller's Shakespeare in the Garden (2019)
- La tempesta di William Shakespeare. Fuller's Shakespeare in the Garden (2020)
- Britannico di Jean Racine. Lyric Theatre di Londra (2022)
- Disruption di Andrew Stein. Park Theatre di Londra (2023)
- 2:22 A Ghost Story di Danny Robins. Tour britannico (2023)
- The Real Ones di Waleed Akhtar. Bush Theatre di Londra (2024)

## Doppiatori italiani
Nelle versioni in italiano delle opere in cui ha recitato, Nathaniel Curtis è stato doppiato da:
- Manuel Meli in It's a Sin

Come doppiatore è stato sostituito da:
- Jacopo Venturiero in Captain Laserhawk: A Blood Dragon Remix